# Pitilo
Ángel Domínguez Esteban (Madrid, 5 de noviembre de 1919 - Sevilla, 17 de septiembre de 2015), más conocido como Pitilo, fue un futbolista español que jugaba en la demarcación de extremo izquierdo.

## Biografía
Empezó a formarse como futbolista en clubes madrileños, hasta que en 1940, finalmente el Recreativo de Huelva, conocido como Onuba CF en aquel año, le fichó. Jugó en el club durante un año, ya que en la temporada 1941/1942 fue traspasado al Real Betis. En el club jugó durante cinco temporadas, exceptuando una de cesión al Recreativo de Huelva, donde llegó a jugar en Primera División en 1943, jugando quince partidos y marcando tres goles. Posteriormente jugó para el UD Almería y para el Emeritense, equipo donde se retiró en 1951. En la temporada 1953/1954 entrenó al club juvenil del Betis.
El Real Madrid se interesó por su fichaje y Pitilo llegó a ir a Madrid para cerrarlo, pero finalmente decidió volver a Sevilla para casarse con la que fue la madre de sus cuatro hijos.
Debido a su avanzada edad, llegó a ser el decano de los jugadores de los equipos en los que jugó como el Real Betis y el Huelva. Por ello, recibió varios homenajes como realizar el saque de honor del partido Betis - Milán en 2007 jugado con motivo de Centenario del Betis.
Falleció el 17 de septiembre de 2015 en Sevilla a los 95 años de edad.

## Clubes
| Club                          | País   | Año       | Partidos | Goles |
| ----------------------------- | ------ | --------- | -------- | ----- |
| Recreativo de Huelva          | España | 1939-1941 | 2        | 1     |
| Real Betis                    | España | 1941-1944 | 44       | 8     |
| Recreativo de Huelva (cedido) | España | 1944-1945 |          |       |
| Real Betis                    | España | 1945-1946 | 8        | 1     |
| UD Almería                    | España | 1946-1950 | 4        | 0     |
| CP Mérida                     | España | 1950-1951 |          |       |

## Palmarés

### Campeonatos nacionales
| Título                     | Club       | País   | Año  |
| -------------------------- | ---------- | ------ | ---- |
| Segunda División de España | Real Betis | España | 1942 |